# Celtic Manor Resort

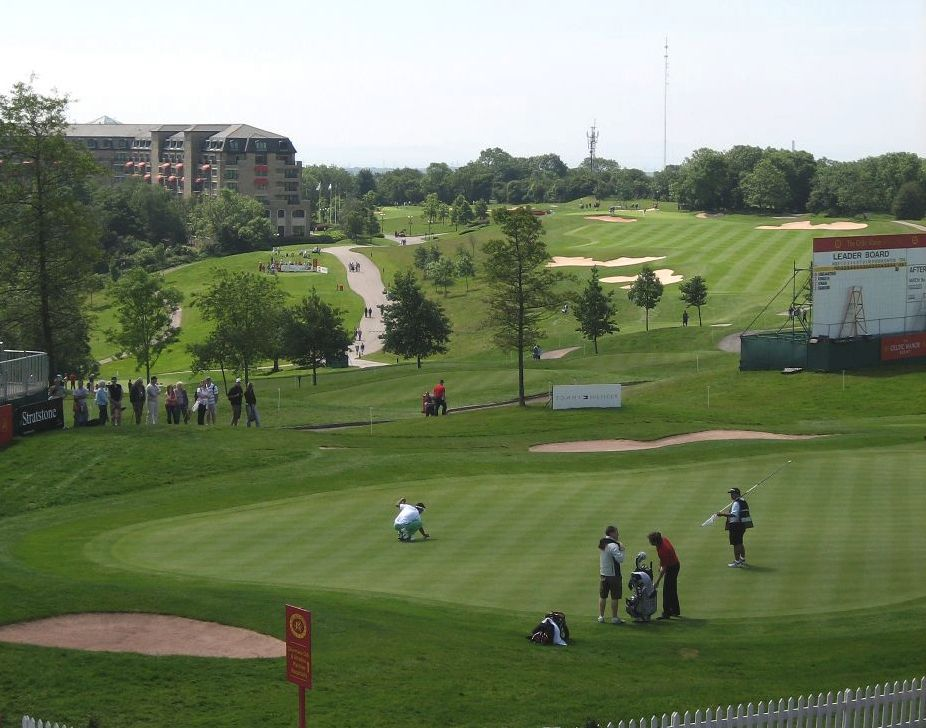
Uitzicht vanuit het clubhuis

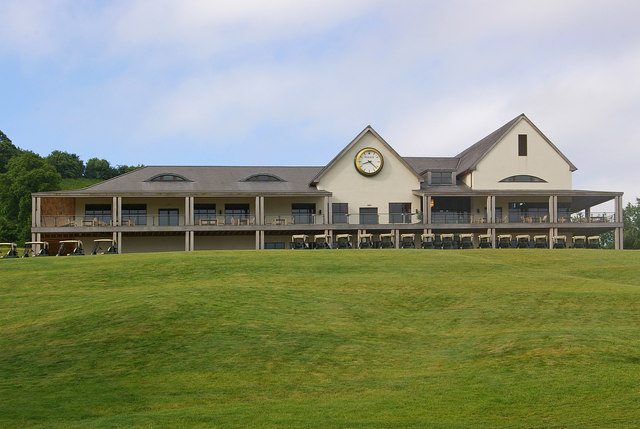
Clubhuis voor Twenty Ten

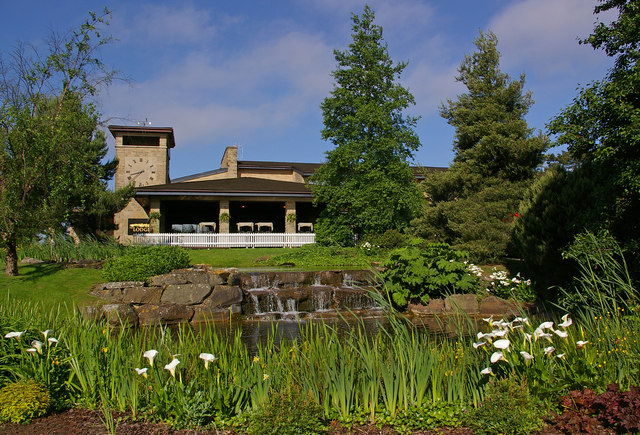
Clubhuis voor Roman Road en Montgomerie

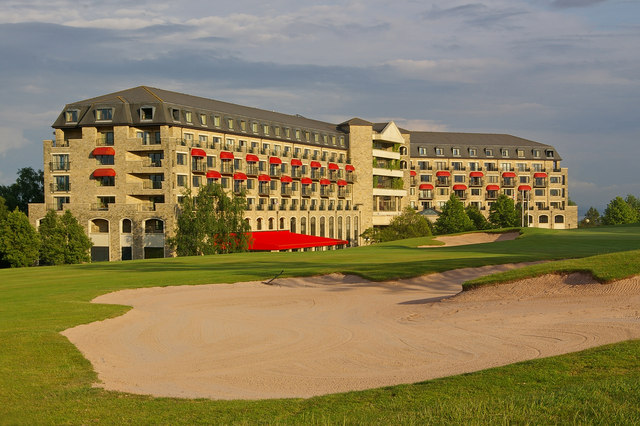
Resort Hotel

De Celtic Manor Resort ligt in de Uskvallei in Zuid-Wales. In die vallei ligt het dorp Caerleon, vroeger een Romeinse nederzetting, en door de golfbaan lopen nog oude Romeinse wegen.

## Golfbanen
Er zijn drie 18-holesgolfbanen, de Twenty Ten Course, waar in 2010 de Ryder Cup gespeeld werd, de Roman Road Course en de Montgomerie Course.

### Twenty Ten Course, par 71
Deze golfbaan is speciaal ontworpen om de Ryder Cup in 2010 te kunnen ontvangen. De baan werd in 2007 geopend inclusief een eigen clubhuis. De par is 71. 

Op deze baan wordt sinds 2008 het The Celtic Manor Wales Open gespeeld.

### Roman Road Course, par 72
Dit is de oudste golfbaan van de resort. Hij werd in 1995 geopend. Het ontwerp is van Robert Trent Jones Sr. Bij het ontwerp is rekening gehouden met de oude Romeinse wegen die door de baan lopen. Op deze baan is in 2005, 2006 en 2007 het Wales Open gespeeld.
Het baanrecord werd in 2004 verbeterd door Simon Khan met een score van 61.

### Montgomerie Course, par 69
Dit is de kortste baan, hij heeft een par van 69. Het ontwerp is van Colin Montgomerie. Hier lag eerder een 9-holesbaan, die nu verwerkt is in de eerste negen holes van de huidige baan. De tweede negen holes zijn geheel nieuw aangelegd.

## Hotels
Er is een Manor House dat dateert uit 1860 en door Thomas Powell Sr gebouwd werd als huwelijksgeschenk voor zijn zoon Thomas Powell Jr. De manor werd Coldra Hall genoemd. Thomas Jr en zijn vrouw verongelukten tijdens een safari in Afrika, waarna het huis verhuurd werd totdat het in 1915 verkocht werd aan Sir John Wyndham. In 1930 doneerde hij het huis aan een lokale instelling voor gezondheidszorg, die er in 1940 een kraamhospitaal van maakte. Er werden ongeveer 60.000 baby's geboren, waaronder Sir Terence Matthews, die het huis in 1980 kocht. Hij heeft het huis laten restaureren zodat nu alle 70 gastenkamers van alle gemakken voorzien zijn. Vlak naast de Manor is een nieuw Resort Hotel gebouwd.